# Copa Libertadores Femenina 2021
La Copa Libertadores Femenina 2021 (en portugués: Copa Libertadores da América de Futebol Feminino de 2021), denominada oficialmente Copa Conmebol Libertadores Femenina 2021, fue la decimotercera edición del mayor campeonato de clubes de fútbol femenino en Sudamérica organizado por la Conmebol.
El campeón fue Corinthians de Brasil al vencer a Santa Fe de Colombia en Montevideo por 2-0.

## Formato
El torneo se disputó en dos sedes. En Paraguay se jugaron los partidos desde la fase de grupos hasta el tercer puesto, mientras que la final del torneo se jugará en Montevideo, Uruguay. Inicialmente se había indicado que sería en el estadio Centenario, pero finalmente la Conmebol designó al estadio Gran Parque Central como organizador de la final. A su vez, originalmente Chile iba a recibir el campeonato, sin embargo desistió de la organización debido al cambio de sede de la final.
Para la fase de grupos, los 16 equipos se dividieron en cuatro grupos. Los equipos de cada grupo jugaron entre sí, en el formato todos contra todos. Los dos mejores equipos de cada grupo avanzaron a los cuartos de final. A partir de los cuartos de final, los equipos jugaron partidos de eliminación directa.

## Cupos por país
Los siguientes 16 equipos de las 10 federaciones afiliadas a la CONMEBOL calificaron para el torneo:
- Los campeones de las 10 asociaciones que conforman la CONMEBOL,
- El campeón de la edición anterior,
- Un equipo adicional del país anfitrión;
- Un representante adicional de las cuatro federaciones que han obtenido un campeón, hasta la edición 2020: CBF, APF, FCF, y FFCh.

## Equipos participantes
En cursiva los equipos debutantes en el torneo.
| País                                   | Equipo                                         | Vía de clasificación |
| -------------------------------------- | ---------------------------------------------- | --- |
| Argentina 1 cupo                       | San Lorenzo                                    | Campeón del Torneo Apertura 2021                                                                                             |
| Bolivia 1 cupo                         | Real Tomayapo                                  | Campeón del Campeonato Boliviano 2021                                                                                        |
| Brasil 2 cupos + campeón vigente       | Ferroviária Corinthians Kindermann-Avaí        | Ganador de la Copa Libertadores Femenina 2020 Ganador del Campeonato Brasileño 2020 Subcampeón del Campeonato Brasileño 2020 |
| Chile 2 cupos                          | Santiago Morning Universidad de Chile          | Ganador del Campeonato Nacional de Chile 2020 Subcampeón del Campeonato Nacional de Chile 2020                               |
| Colombia 2 cupos                       | Deportivo Cali Santa Fe                        | Campeón de la Liga Profesional de Colombia 2021 Subcampeón de la Liga Profesional de Colombia 2021                           |
| Ecuador 1 cupo                         | Deportivo Cuenca                               | Campeón de la Súperliga Ecuatoriana de Fútbol 2021                                                                           |
| Paraguay 2 cupos + cupo país anfitrión | Cerro Porteño Sol de América Deportivo Capiatá | Campeón del Campeonato Paraguayo 2021 Subcampeón del Campeonato Paraguayo 2021 Tercer puesto del Campeonato Paraguayo 2021   |
| Perú 1 cupo                            | Alianza Lima                                   | Campeón de la Liga Femenina 2021                                                                                             |
| Uruguay 1 cupo                         | Nacional                                       | Campeón del Campeonato Uruguayo 2020                                                                                         |
| Venezuela 1 cupo                       | Yaracuyanos                                    | Campeón del Torneo de Transición 2021                                                                                        |

## Sedes
La copa se desarrolló en dos estadios de Paraguay, el estadio Manuel Ferreira de propiedad del Club Olimpia y el estadio Arsenio Erico del Club Nacional. Paraguay organizó todos los partidos de la competición, incluido el enfrentamiento por el tercer y cuarto puesto, exceptuando el encuentro final.
| Paraguay                |                       |
| Asunción                |                       |
| Estadio Manuel Ferreira | Estadio Arsenio Erico |
| Capacidad: 22 000       | Capacidad: 4434       |
| Estadio Manuel Ferreira | Estadio Arsenio Erico |

### Sede de la final
Por decisión de la Conmebol, y al igual que la Copa Libertadores masculina, la final de la edición 2021 fue en Montevideo. Inicialmente se había comunicado que la sede sería el estadio Centenario, al igual que en la Copa Libertadores y Copa Sudamericana masculinas, pero finalmente se cambió la decisión y se determinó que la sede sería el estadio Gran Parque Central, que ya supo organizar eventos de la Conmebol en el pasado.
| Uruguay                                        |                                           |                     |                     |
| Ciudad                                         | Estadio                                   |                     |                     |
| Montevideo                                     | Gran Parque Central                       | Gran Parque Central | Gran Parque Central |
| Plaza de la Independencia, Montevideo, Uruguay | Partido entre Uruguay y Colombia, en 2021 |                     |                     |
| 38 000 espectadores                            |                                           |                     |                     |
| Final Copa Libertadores 2021                   |                                           |                     |                     |

## Sorteo
Los equipos se dividieron en cuatro botes con cuatro equipos cada uno, y los equipos de un mismo país no podían caer en el mismo grupo. El actual campeón de la competición y el equipo representativo 1 del país anfitrión se colocaron automáticamente en el primer bombo, en las posiciones A1 y B1, respectivamente. Los campeones brasileños y colombianos completaron el bombo. Los otros equipos se ubicaron de acuerdo con la posición de su federación en el torneo anterior, y los lugares adicionales de Brasil, Chile, Colombia y Paraguay se asignaron al bombo 4.
| Bombo 1                                                      | Bombo 2                                                          | Bombo 3                                                     | Bombo 4                                                                 |
| ------------------------------------------------------------ | ---------------------------------------------------------------- | ----------------------------------------------------------- | ----------------------------------------------------------------------- |
| - Ferroviária - Cerro Porteño - Deportivo Cali - Corinthians | - Santiago Morning - San Lorenzo - Sol de América - Alianza Lima | - Nacional - Deportivo Cuenca - Yaracuyanos - Real Tomayapo | - Kindermann-Avaí - Universidad de Chile - Santa Fe - Deportivo Capiatá |

## Fase de grupos
- Los horarios corresponden al huso horario de Paraguay y Uruguay: (UTC-3).

### Grupo A
| Equipo           | Pts. | PJ | PG | PE | PP | GF | GC | Dif. |
| ---------------- | ---- | -- | -- | -- | -- | -- | -- | ---- |
| Ferroviária      | 7    | 3  | 2  | 1  | 0  | 5  | 1  | 4    |
| Santa Fe         | 7    | 3  | 2  | 1  | 0  | 3  | 0  | 3    |
| Deportivo Cuenca | 3    | 3  | 1  | 0  | 2  | 5  | 3  | 2    |
| Sol de América   | 0    | 3  | 0  | 0  | 3  | 0  | 9  | –9   |

| 3 de noviembre | Ferroviária                                 | 3:0 (0:0) | Sol de América | Estadio Manuel Ferreira, Asunción |                          |
| 17:30          | Suzane 51' · Carol Tavares 57' · Raquel 75' | Reporte   |                | Árbitra: Laura Fortunato          | Árbitra: Laura Fortunato |

| 3 de noviembre | Deportivo Cuenca | 0:1 (0:0) | Santa Fe  | Estadio Manuel Ferreira, Asunción |                         |
| 19:45          |                  | Reporte   | Gauto 79' | Árbitra: Adriana Farfán           | Árbitra: Adriana Farfán |

| 6 de noviembre | Ferroviária                                  | 2:1 (0:0) | Deportivo Cuenca | Estadio Manuel Ferreira, Asunción |                          |
| 17:30          | Rafa Mineira 48' (pen.) · Luana Sartório 58' | Reporte   | Riera 52'        | Árbitra: Anahí Fernández          | Árbitra: Anahí Fernández |

| 6 de noviembre | Sol de América | 0:2 (0:1) | Santa Fe                     | Estadio Manuel Ferreira, Asunción |                         |
| 19:45          |                | Reporte   | Guarecuco 16' · Chacón 90+4' | Árbitra: Belén Carvajal           | Árbitra: Belén Carvajal |

| 9 de noviembre | Santa Fe | 0:0     | Ferroviária | Estadio Manuel Ferreira, Asunción |                          |
| 17:30          |          | Reporte |             | Árbitra: Laura Fortunato          | Árbitra: Laura Fortunato |

| 9 de noviembre | Sol de América | 0:4 (0:2) | Deportivo Cuenca                                          | Estadio Manuel Ferreira, Asunción |                            |
| 19:45          |                | Reporte   | Riera 20', 90+1' (pen.) · Ibarra 34' (a.g.) · Bolaños 70' | Árbitra: Elizabeth Tintaya        | Árbitra: Elizabeth Tintaya |

### Grupo B
| Equipo           | Pts. | PJ | PG | PE | PP | GF | GC | Dif. |
| ---------------- | ---- | -- | -- | -- | -- | -- | -- | ---- |
| Kindermann-Avaí  | 7    | 3  | 2  | 1  | 0  | 6  | 1  | 5    |
| Cerro Porteño    | 6    | 3  | 2  | 0  | 1  | 4  | 2  | 2    |
| Santiago Morning | 4    | 3  | 1  | 1  | 1  | 5  | 2  | 3    |
| Yaracuyanos      | 0    | 3  | 0  | 0  | 3  | 1  | 11 | –10  |

| 3 de noviembre | Cerro Porteño | 1:0 (1:0) | Santiago Morning | Estadio Arsenio Erico, Asunción |                              |
| 17:30          | González 37'  | Reporte   |                  | Árbitra: María Victoria Daza    | Árbitra: María Victoria Daza |

| 3 de noviembre | Yaracuyanos | 0:4 (0:2) | Kindermann-Avaí                                 | Estadio Arsenio Erico, Asunción |                            |
| 19:45          |             | Reporte   | Caty 14' · Patrícia 22' · Lelê 63' · Cássia 85' | Árbitra: Elizabeth Tintaya      | Árbitra: Elizabeth Tintaya |

| 6 de noviembre | Cerro Porteño              | 2:0 (0:0) | Yaracuyanos | Estadio Arsenio Erico, Asunción |                         |
| 17:30          | González 76' · Mendoza 90' | Reporte   |             | Árbitra: Adriana Farfán         | Árbitra: Adriana Farfán |

| 6 de noviembre | Santiago Morning | 0:0     | Kindermann-Avaí | Estadio Arsenio Erico, Asunción |                          |
| 19:45          |                  | Reporte |                 | Árbitra: Salomé Di Iorio        | Árbitra: Salomé Di Iorio |

| 9 de noviembre | Kindermann-Avaí          | 2:1 (1:0) | Cerro Porteño | Estadio Arsenio Erico, Asunción |                          |
| 17:30          | Camila 36' · Bárbara 87' | Reporte   | Brizuela 81'  | Árbitra: Salomé Di Iorio        | Árbitra: Salomé Di Iorio |

| 9 de noviembre | Santiago Morning                                                  | 5:1 (1:1) | Yaracuyanos   | Estadio Arsenio Erico, Asunción |                         |
| 19:45          | Araya 20' · Acuña 68' · Vázquez 76' · Hernández 79' · Galaz 90+1' | Reporte   | Higuera 45+2' | Árbitra: Susana Corella         | Árbitra: Susana Corella |

### Grupo C
| Equipo               | Pts. | PJ | PG | PE | PP | GF | GC | Dif. |
| -------------------- | ---- | -- | -- | -- | -- | -- | -- | ---- |
| Deportivo Cali       | 9    | 3  | 3  | 0  | 0  | 14 | 1  | 13   |
| Alianza Lima         | 6    | 3  | 2  | 0  | 1  | 6  | 2  | 4    |
| Universidad de Chile | 3    | 3  | 1  | 0  | 2  | 7  | 5  | 2    |
| Real Tomayapo        | 0    | 3  | 0  | 0  | 3  | 0  | 19 | −19  |

| 4 de noviembre | Deportivo Cali             | 2:0 (1:0) | Alianza Lima | Estadio Manuel Ferreira, Asunción |                      |
| 17:30          | Ariza 36' · F. Caicedo 66' | Reporte   |              | Árbitra: Edina Alves              | Árbitra: Edina Alves |

| 4 de noviembre | Real Tomayapo | 0:6 (0:2) | Universidad de Chile                                                   | Estadio Manuel Ferreira, Asunción |                         |
| 19:45          |               | Reporte   | Soto 15' · Fernández 45+1', 66', 84' · López 80' · Orellana 82' (pen.) | Árbitra: Zulma Quiñónez           | Árbitra: Zulma Quiñónez |

| 7 de noviembre | Deportivo Cali                                                                        | 8:0 (4:0) | Real Tomayapo | Estadio Manuel Ferreira, Asunción |                       |
| 17:30          | L. Caicedo 6', 90+1' · Medina 10', 43' · Ariza 30', 66' · F. Caicedo 69' · Orozco 86' | Reporte   |               | Árbitra: Daiane Muniz             | Árbitra: Daiane Muniz |

| 7 de noviembre | Alianza Lima | 1:0 (0:0) | Universidad de Chile | Estadio Manuel Ferreira, Asunción |                          |
| 19:45          | Lúcar 84'    | Reporte   |                      | Árbitra: Emikar Calderas          | Árbitra: Emikar Calderas |

| 10 de noviembre | Universidad de Chile | 1:4 (0:1) | Deportivo Cali                                                 | Estadio Manuel Ferreira, Asunción |                      |
| 17:30           | Keefe 72' (pen.)     | Reporte   | Ariza 23' (pen.) · Montoya 66' · L. Caicedo 68' · Carabalí 80' | Árbitra: Edina Alves              | Árbitra: Edina Alves |

| 10 de noviembre | Alianza Lima                                                   | 5:0 (3:0) | Real Tomayapo | Estadio Manuel Ferreira, Asunción |                         |
| 19:45           | Dorador 8' · Bonilla 16' · Tristán 34' · Vilca 71' · Reyes 84' | Reporte   |               | Árbitra: Zulma Quiñónez           | Árbitra: Zulma Quiñónez |

### Grupo D
| Equipo            | Pts. | PJ | PG | PE | PP | GF | GC | Dif. |
| ----------------- | ---- | -- | -- | -- | -- | -- | -- | ---- |
| Corinthians       | 9    | 3  | 3  | 0  | 0  | 11 | 1  | 10   |
| Nacional          | 6    | 3  | 2  | 0  | 1  | 6  | 5  | 1    |
| San Lorenzo       | 3    | 3  | 1  | 0  | 2  | 1  | 4  | −3   |
| Deportivo Capiatá | 0    | 3  | 0  | 0  | 3  | 0  | 8  | –8   |

| 4 de noviembre | Corinthians            | 2:0 (0:0) | San Lorenzo | Estadio Arsenio Erico, Asunción |                          |
| 17:30          | Érika 45' · Yasmim 64' | Reporte   |             | Árbitra: Emikar Calderas        | Árbitra: Emikar Calderas |

| 4 de noviembre | Nacional                                | 3:0 (0:0) | Deportivo Capiatá | Estadio Arsenio Erico, Asunción |                         |
| 19:45          | Pizarro 12', 22' (pen.) · Ferradans 57' | Reporte   |                   | Árbitra: Belén Carvajal         | Árbitra: Belén Carvajal |

| 7 de noviembre | Corinthians                                                      | 5:1 (3:1) | Nacional           | Estadio Arsenio Erico, Asunción |                              |
| 17:30          | Tamires 1', 37' · Victória 6' · Gabi Zanotti 54' · Jheniffer 67' | Reporte   | Poliana 42' (a.g.) | Árbitra: María Victoria Daza    | Árbitra: María Victoria Daza |

| 7 de noviembre | San Lorenzo | 1:0 (0:0) | Deportivo Capiatá | Estadio Arsenio Erico, Asunción |                         |
| 19:45          | Ramírez 78' | Reporte   |                   | Árbitra: Susana Corella         | Árbitra: Susana Corella |

| 10 de noviembre | Deportivo Capiatá | 0:4 (0:2) | Corinthians                                   | Estadio Arsenio Erico, Asunción |                         |
| 17:30           |                   | Reporte   | Jheniffer 8', 35' · Diany 58' · Grazielle 63' | Árbitra: Adriana Farfán         | Árbitra: Adriana Farfán |

| 10 de noviembre | San Lorenzo | 0:2 (0:0) | Nacional                 | Estadio Arsenio Erico, Asunción |                         |
| 19:45           |             | Reporte   | Badell 70' · Pizarro 71' | Árbitra: Belén Carvajal         | Árbitra: Belén Carvajal |

## Fase final

### Cuadro de desarrollo
|  | Cuartos de final | Cuartos de final |             |             | Semifinales | Semifinales |             |              | Final        | Final |  |
|  |                  |                  |             |             |             |             |             |              |              |       |  |
|  |                  |                  |             |             |             |             |             |              |              |       |  |
|  | Ferroviária      | 3                |             |             |             |             |             |              |              |       |  |
|  | Ferroviária      | 3                |             |             |             |             |             |              |              |       |  |
|  | Cerro Porteño    | 0                |             |             |             |             |             |              |              |       |  |
|  | Cerro Porteño    | 0                |             | Ferroviária | 1 (2)       |             |             |              |              |       |  |
|  |                  |                  |             | Ferroviária | 1 (2)       |             |             |              |              |       |  |
|  |                  |                  | Santa Fe    | 1 (4)       |             |             |             |              |              |       |  |
|  | Kindermann-Avaí  | 2 (4)            | Santa Fe    | 1 (4)       |             |             |             |              |              |       |  |
|  | Kindermann-Avaí  | 2 (4)            |             |             |             |             |             |              |              |       |  |
|  | Santa Fe         | 2 (5)            |             |             |             |             |             |              |              |       |  |
|  | Santa Fe         | 2 (5)            |             |             |             |             |             | Santa Fe     | 0            |       |  |
|  |                  |                  |             |             |             |             |             | Santa Fe     | 0            |       |  |
|  |                  |                  | Corinthians | 2           |             |             |             |              |              |       |  |
|  | Deportivo Cali   | 1                | Corinthians | 2           |             |             |             |              |              |       |  |
|  | Deportivo Cali   | 1                |             |             |             |             |             |              |              |       |  |
|  | Nacional         | 2                |             |             |             |             |             |              |              |       |  |
|  | Nacional         | 2                |             | Nacional    | 0           |             |             | Tercer lugar | Tercer lugar |       |  |
|  |                  |                  |             | Nacional    | 0           |             |             | Tercer lugar | Tercer lugar |       |  |
|  |                  |                  | Corinthians | 8           |             |             |             |              |              |       |  |
|  | Corinthians      | 3                | Corinthians | 8           |             |             | Ferroviária | 1 (3)        |              |       |  |
|  | Corinthians      | 3                |             |             |             |             | Ferroviária | 1 (3)        |              |       |  |
|  | Alianza Lima     | 1                |             |             |             |             |             |              | Nacional     | 1 (1) |  |
|  | Alianza Lima     | 1                |             |             |             |             |             |              | Nacional     | 1 (1) |  |
|  |                  |                  |             |             |             |             |             |              |              |       |  |

### Cuartos de final
| 12 de noviembre | Ferroviária                              | 3:0 (1:0) | Cerro Porteño | Estadio Arsenio Erico, Asunción |                         |
| 17:30           | Patrícia Sochor 45+1', 67' · Larissa 49' | Reporte   |               | Árbitra: Belén Carvajal         | Árbitra: Belén Carvajal |

| 12 de noviembre | Kindermann-Avaí                                                      | 2:2 (0:0) (5:6 p.)         | Santa Fe                                                                    | Estadio Arsenio Erico, Asunción |                          |
| 19:45           | Lelê 53' · Cássia 79'                                                | Reporte                    | Salazar 70' · Gauto 75' (pen.)                                              | Árbitra: Anahí Fernández        | Árbitra: Anahí Fernández |
|                 |                                                                      | Tiros desde el punto penal |                                                                             |                                 |                          |
|                 | Camila · Cássia · Tuani · Zoio · Caty · Lelê · Vilma · Geovana Silva |                            | Gauto · Salazar · Acosta · Robledo · M. Ramos · Romero · Guarecuco · Rangel |                                 |                          |

| 13 de noviembre | Deportivo Cali | 1:2 (1:1) | Nacional                 | Estadio Manuel Ferreira, Asunción |                         |
| 17:30           | L. Caicedo 10' | Reporte   | Badell 19' · Pizarro 77' | Árbitra: Zulma Quiñónez           | Árbitra: Zulma Quiñónez |

| 13 de noviembre | Corinthians                      | 3:1 (2:1) | Alianza Lima | Estadio Manuel Ferreira, Asunción |                          |
| 19:45           | Tamires 1' · Victória 45+1', 53' | Reporte   | Dorador 12'  | Árbitra: Laura Fortunato          | Árbitra: Laura Fortunato |

### Semifinales
| 15 de noviembre | Ferroviária                               | 1:1 (0:1) (2:4 p.)         | Santa Fe                          | Estadio Manuel Ferreira, Asunción |                         |
| 17:30           | Rafa Mineira 75'                          | Reporte                    | Robledo 42' (pen.)                | Árbitra: Emikar Caldera           | Árbitra: Emikar Caldera |
|                 |                                           | Tiros desde el punto penal |                                   |                                   |                         |
|                 | Rafa Mineira · Daiane · Monalisa · Raquel |                            | Gauto · Salazar · Robledo · Celis |                                   |                         |

| 16 de noviembre | Nacional | 0:8 (0:1) | Corinthians | Estadio Manuel Ferreira, Asunción |                         |
| 17:30           |          | Reporte   | Campiolo 11' · Diany 49' · Victória 54' · Gabi Portilho 62' · Jheniffer 65' · Adriana 72' (pen.) · Juliete 83' · Grazielle 89' | Árbitra: Susana Corella           | Árbitra: Susana Corella |

### Tercer lugar
| 18 de noviembre | Ferroviária                                    | 1:1 (0:1) (3:1 p.)         | Nacional                             | Estadio Arsenio Erico, Asunción |                         |
| 17:30           | Rafa Mineira 61'                               | Reporte                    | Badell 22'                           | Árbitra: Adriana Farfán         | Árbitra: Adriana Farfán |
|                 |                                                | Tiros desde el punto penal |                                      |                                 |                         |
|                 | Rafa Mineira · Daiane · Duda Batista · Géssica |                            | Bermúdez · Lemos · Pizarro · Ferrada |                                 |                         |

### Final
| 21 de noviembre | Santa Fe | 0:2 (0:2) | Corinthians                     | Estadio Gran Parque Central, Montevideo       |                                               |
| 20:00           |          | Reporte   | Adriana 10' · Gabi Portilho 42' | Árbitra: Laura Fortunato VAR: Salomé Di Iorio | Árbitra: Laura Fortunato VAR: Salomé Di Iorio |

|                                 |
| Bandera de Brasil               |
| Campeón Corinthians 3.er título |

## Estadísticas

### Tabla general
A continuación se muestra la tabla de posiciones segmentada acorde a las fases alcanzadas por los equipos.
| Pos. | Equipo               | Pts. | PJ | PG | PE | PP | GF | GC | Dif. | Rend.  |
| ---- | -------------------- | ---- | -- | -- | -- | -- | -- | -- | ---- | ------ |
| 1    | Corinthians          | 18   | 6  | 6  | 0  | 0  | 24 | 2  | 22   | 100%   |
| 2    | Santa Fe             | 9    | 6  | 2  | 3  | 1  | 6  | 5  | 1    | 50%    |
| 3    | Ferroviária          | 12   | 6  | 3  | 3  | 0  | 10 | 3  | 7    | 66,67% |
| 4    | Nacional             | 10   | 6  | 3  | 1  | 2  | 9  | 15 | -6   | 55,56% |
| 5    | Deportivo Cali       | 9    | 4  | 3  | 0  | 1  | 15 | 3  | 12   | 75%    |
| 6    | Kindermann-Avaí      | 8    | 4  | 2  | 2  | 0  | 8  | 3  | 5    | 66,67% |
| 7    | Alianza Lima         | 6    | 4  | 2  | 0  | 2  | 7  | 5  | 2    | 50%    |
| 8    | Cerro Porteño        | 6    | 4  | 2  | 0  | 2  | 4  | 5  | −1   | 50%    |
| 9    | Santiago Morning     | 4    | 3  | 1  | 1  | 1  | 5  | 2  | 3    | 44,44% |
| 10   | Universidad de Chile | 3    | 3  | 1  | 0  | 2  | 7  | 5  | 2    | 33,33% |
| 11   | Deportivo Cuenca     | 3    | 3  | 1  | 0  | 2  | 5  | 3  | 2    | 33,33% |
| 12   | San Lorenzo          | 3    | 3  | 1  | 0  | 2  | 1  | 4  | −3   | 33,33% |
| 13   | Deportivo Capiatá    | 0    | 3  | 0  | 0  | 3  | 0  | 8  | −8   | 0%     |
| 14   | Sol de América       | 0    | 3  | 0  | 0  | 3  | 0  | 9  | −9   | 0%     |
| 15   | Yaracuyanos          | 0    | 3  | 0  | 0  | 3  | 1  | 11 | −10  | 0%     |
| 16   | Real Tomayapo        | 0    | 3  | 0  | 0  | 3  | 0  | 19 | −19  | 0%     |

### Goleadoras
| Jugadora          | Equipo               | Goles |
| ----------------- | -------------------- | ----- |
| Tatiana Ariza     | Deportivo Cali       | 4     |
| Linda Caicedo     | Deportivo Cali       | 4     |
| Esperanza Pizarro | Nacional             | 4     |
| Jheniffer         | Corinthians          | 4     |
| Victória          | Corinthians          | 4     |
| Rebeca Fernández  | Universidad de Chile | 3     |
| Yamila Badell     | Nacional             | 3     |
| Rafa Mineira      | Ferroviária          | 3     |
| Madelin Riera     | Deportivo Cuenca     | 3     |
| Tamires           | Corinthians          | 3     |